# Asociación de Fútbol de Arica
La Asociación de Fútbol de Arica es una liga local federada a la ANFA con sede en Arica, provincia de Arica y Región de Arica y Parinacota. Fue fundada en 1913. Actualmente sus equipos participantes son 37 y sus clubes tienen sede en Arica con excepción con Trasandino de Socoroma.

## Equipos Participantes[1]
| Club                                           | Sede     | Fundación  | Estadio                 |
| ---------------------------------------------- | -------- | ---------- | ----------------------- |
| Club Deportivo 11 de Septiembre                | Arica    | 19/10/2011 |                         |
| Academia Universidad de Chile                  | Arica    |            |                         |
| Club Deportivo Atlético Esmeralda              | Arica    | 01/03/1960 |                         |
| Escuela de Fútbol Formativo Barcelona          | Arica    | ??/01/1964 |                         |
| Cerjap                                         | Arica    |            |                         |
| Cobreloa                                       | Arica    |            |                         |
| Deportes San Juan                              | Arica    | 24/06/1974 |                         |
| Escolar Miramar Arica                          | Arica    |            |                         |
| Escuela Andina                                 | Arica    |            |                         |
| Escuela de Fútbol Brasil                       | Arica    | 24/02/1956 |                         |
| Escuela Formativa Arsenal                      | Arica    | 16/01/2016 |                         |
| Escuela de Fútbol Nuevos Futuros               | Arica    | 24/08/2014 |                         |
| Esmeralda Junior                               | Arica    |            |                         |
| Espartanos FC                                  | Arica    |            |                         |
| Estrella Celeste                               | Arica    | 05/04/2011 |                         |
| FC Deportes Arica                              | Arica    |            |                         |
| Huracán                                        | Arica    | 22/11/1966 |                         |
| Independiente Nebraska                         | Arica    | 27/03/1960 |                         |
| Club Jagos                                     | Arica    | 14/08/2013 |                         |
| Jaime Vargas                                   | Arica    |            |                         |
| Linderos                                       | Arica    |            |                         |
| Los Leones                                     | Arica    |            |                         |
| Manchester United Arica                        | Arica    |            |                         |
| María Vargas                                   | Arica    | 12/05/2012 |                         |
| Milan Arica FC                                 | Arica    |            |                         |
| North American College                         | Arica    | 05/06/1975 | Estadio Carlos Dittborn |
| Club Deportivo O'Higgins                       | Arica    | 26/12/1940 |                         |
| Club Deportivo, Social y Cultural Olimpo       | Arica    | 19/03/2019 | Estadio Carlos Dittborn |
| Club Deportivo Olivarera FC                    | Arica    | 15/12/1980 |                         |
| PSG Arica                                      | Arica    | 04/01/2021 |                         |
| Real Español                                   | Arica    |            |                         |
| Real Madrid de Arica                           | Arica    | 02/10/2019 |                         |
| Escuela de Fútbol Formativo Talento Albo Arica | Arica    |            |                         |
| TPA                                            | Arica    |            |                         |
| Club Deportivo Trasandino                      | Socoroma | 12/10/1966 |                         |
| Unión Tacora                                   | Arica    | 1990       |                         |
| Universidad Católica de Arica                  | Arica    |            |                         |

## Historial (División de Honor)
| Temporada     | Campeón                            |      |
| ------------- | ---------------------------------- | ---- |
| Temporada     | Campeón                            | 1913 |
| 1914          |                                    |      |
| 1915          |                                    |      |
| 1916          |                                    |      |
| 1917          |                                    |      |
| 1918          |                                    |      |
| 1919          |                                    |      |
| 1920          |                                    |      |
| 1921          |                                    |      |
| 1922          |                                    |      |
| 1923          |                                    |      |
| 1924          |                                    |      |
| 1925          |                                    |      |
| 1926          |                                    |      |
| 1927          |                                    |      |
| 1928          |                                    |      |
| 1929          |                                    |      |
| 1930          |                                    |      |
| 1931          |                                    |      |
| 1932          |                                    |      |
| 1933          |                                    |      |
| 1934          |                                    |      |
| 1935          |                                    |      |
| 1936          |                                    |      |
| 1937          |                                    |      |
| 1938          |                                    |      |
| 1939          |                                    |      |
| 1940          |                                    |      |
| 1941          |                                    |      |
| 1942          |                                    |      |
| 1943          |                                    |      |
| 1944          |                                    |      |
| 1945          |                                    |      |
| 1946          |                                    |      |
| 1947          |                                    |      |
| 1948          |                                    |      |
| 1949          |                                    |      |
| 1950          |                                    |      |
| 1951          |                                    |      |
| 1952          |                                    |      |
| 1953          |                                    |      |
| 1954          |                                    |      |
| 1955          |                                    |      |
| 1956          |                                    |      |
| 1957          |                                    |      |
| 1958          |                                    |      |
| 1959          | Unión Matadero                     |      |
| 1960          |                                    |      |
| 1961          |                                    |      |
| 1962          | Unión Matadero                     |      |
| 1963          |                                    |      |
| 1964          |                                    |      |
| 1965          |                                    |      |
| 1966          |                                    |      |
| 1967          |                                    |      |
| 1968          |                                    |      |
| 1969          |                                    |      |
| 1970          |                                    |      |
| 1971          |                                    |      |
| 1972          |                                    |      |
| 1973          | Lito Contreras                     |      |
| 1974          | Unión Matadero                     |      |
| 1975          | Instituto Comercial de Arica       |      |
| 1976          | Instituto Comercial de Arica       |      |
| 1977          |                                    |      |
| 1978          |                                    |      |
| 1979          |                                    |      |
| 1980          |                                    |      |
| 1981          |                                    |      |
| 1982          |                                    |      |
| 1983          |                                    |      |
| 1984          |                                    |      |
| 1985          |                                    |      |
| 1986          |                                    |      |
| 1987          |                                    |      |
| 1988          |                                    |      |
| 1989          |                                    |      |
| 1990          |                                    |      |
| 1991          |                                    |      |
| 1992          |                                    |      |
| 1993          |                                    |      |
| 1994          |                                    |      |
| 1995          |                                    |      |
| 1996          |                                    |      |
| 1997          |                                    |      |
| 1998          |                                    |      |
| 1999          |                                    |      |
| 2000          |                                    |      |
| 2001          |                                    |      |
| 2002          | Olivarera                          |      |
| 2003          |                                    |      |
| 2004          |                                    |      |
| 2005          |                                    |      |
| 2006          |                                    |      |
| 2007          |                                    |      |
| 2008          |                                    |      |
| 2009          | North American College             |      |
| 2010 Apertura |                                    |      |
| 2010 Clausura | North American College             |      |
| 2010          |                                    |      |
| 2011          |                                    |      |
| 2012          |                                    |      |
| 2013          | 11 de Septiembre                   |      |
| 2014 Apertura | Escuela Brasil                     |      |
| 2014 Clausura | 11 de Septiembre                   |      |
| 2014 Oficial  | 11 de Septiembre                   |      |
| 2015          | Escuela Brasil                     |      |
| 2016 Apertura |                                    |      |
| 2016 Clausura | 11 de Septiembre                   |      |
| 2016 Oficial  | 11 de Septiembre                   |      |
| 2017 Apertura |                                    |      |
| 2017 Clausura |                                    |      |
| 2017          |                                    |      |
| 2018 Apertura |                                    |      |
| 2018 Clausura | North American College             |      |
| 2018          | North American College             |      |
| 2019 Oficial  | North American College             |      |
| 2020          | Cancelado por la Pandemia COVID-19 |      |
| 2021          | Cancelado por la Pandemia COVID-19 |      |
| 2022          | Trasandino de Socoroma             |      |
| 2023 Apertura |                                    |      |
| 2023 Clausura | Estrella Celeste                   |      |
| 2023 Oficial  | Trasandino de Socoroma             |      |
| 2024          | North American College             |      |
| 2025          |                                    |      |